# Jack Nicklaus
Jack William Nicklaus (ur. 21 stycznia 1940 w Columbus) – amerykański golfista, zdobywca największej liczby tytułów w najważniejszych turniejach golfowych tzw. majors (triumfował w nich 18 razy w ciągu 25 lat). Obecnie zajmuje się projektowaniem pól golfowych.
Po przejściu lekkiej formy choroby Heinego-Medina w wieku 10 lat rozpoczął przygodę z golfem. Będąc pierwszy raz na polu, przeszedł 9 dołków 51 uderzeniami. W wieku 13 lat zagrał 18 dołków z wynikiem 68 uderzeń. W 1959 i 1961 był mistrzem USA Amatorów. W 1960, podczas US Open Golf, jeszcze jako amator, skończył zawody na 2. pozycji, za ówczesnym mistrzem Arnoldem Palmerem, grając w ostatniej rundzie wynik 65 uderzeń, co pozostaje do dziś najniższym uzyskanym wynikiem w historii przez amatora na turnieju US Open Golf.
W 1962 przeszedł na zawodowstwo i w tym samym roku wygrał pierwszy z osiemnastu turniej major – US Open Golf 1963. Następnie wygrał 2 kolejne majors (Masters i PGA Championship). W latach 1965–1966 wygrał dwa razy z rzędu turniej Masters, będąc tym samym pierwszym w historii, który zdobył ten tytuł dwa lata z rzędu. W 1970 wygrał British Open. W 1986, w wieku 46 lat, jako najstarszy w historii, ponownie wygrał turniej Masters i było to jego 18. zwycięstwo w turnieju major. W 2005 na turnieju British Open w wieku 65 lat zakończył oficjalnie karierę.
Na polu znany był przede wszystkim ze świetnego puttowania i dosyć konserwatywnej gry. W celu poprawy wyników wprzągł osiągnięcia różnych dziedzin nauki do praktyki gry w golfa, m.in. wprowadził jedzenie bananów podczas rundy w celu szybkiego dostarczenia energii zawodnikowi.
16 grudnia 2014 - w uznaniu zasług dla narodu w krzewieniu doskonałości i dobrej rywalizacji sportowej - został uhonorowany Złotym Medalem Kongresu (Congressional Gold Medal) - jednym z najwyższych odznaczeń cywilnych w Stanach Zjednoczonych. Medal ten wręczył mu 24 marca 2015 spikera Izby Reprezentantów John Boehner.

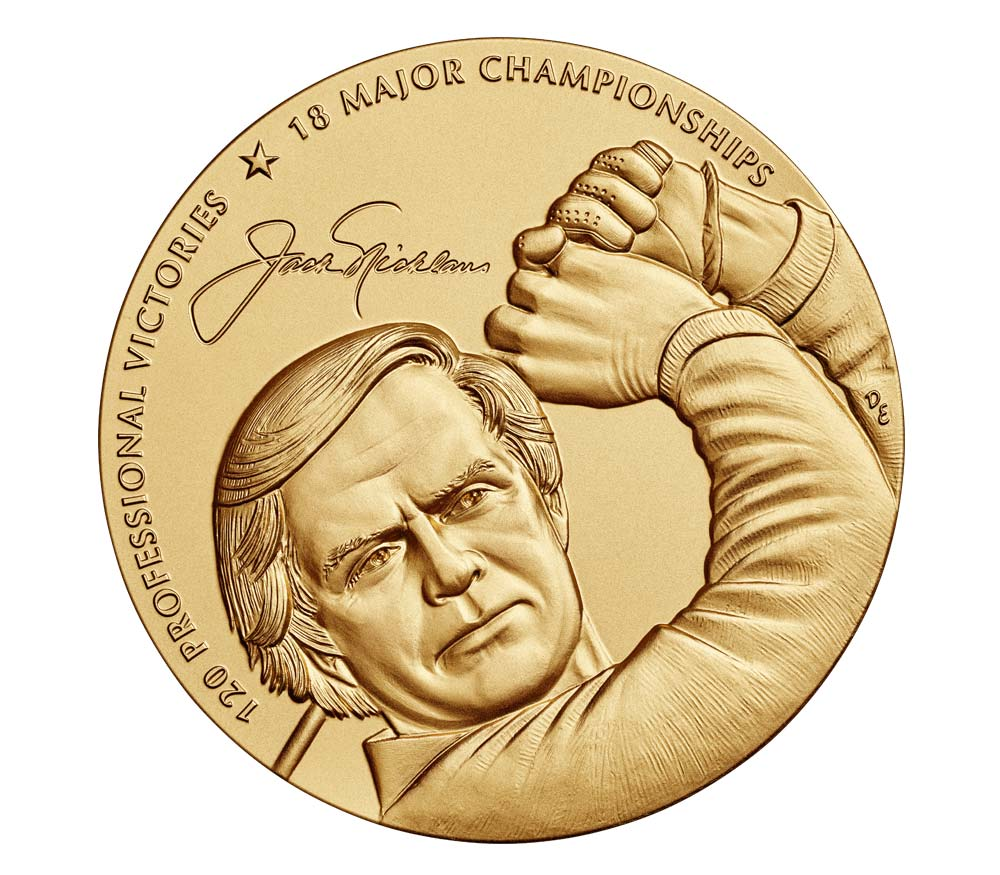
Jack Nicklaus Congressional Gold Medal 2014

Łącznie wygrał 73 turnieje z cyklu PGA Tour, a w szczególności 18-krotnie majors:
- Masters 6-krotnie (1963, 1965, 1966, 1972, 1975, 1986)
- US Open Golf 4-krotnie (1962, 1967, 1972, 1980)
- British Open 3-krotnie (1966, 1970, 1978)
- PGA Championship 5-krotnie (1963, 1971, 1973, 1975, 1980